# Condyle médial du fémur
Le condyle médial du fémur est la projection osseuse médiale de l'extrémité inférieure du fémur. Il s'articule avec le condyle médial du tibia.

## Description
Le condyle médial du fémur a globalement une forme d'une portion d'ovoïde avec son grand axe orienté d'avant en arrière.
Il est séparé du condyle latéral du fémur par la fosse intercondylaire.
Il présente trois faces :
- une face inférieure,
- une face postérieure,
- une face médiale.

Les faces inférieure et postérieure sont recouvertes de cartilage.formant une surface articulaire répondant à celles de la patella et du tibia. La surface articulaire est constituée à l'avant de la surface patellaire du fémur et à l'arrière de la surface condylienne proprement dite. Elles sont séparées par une rainure.
La face médiale présente une tubérosité saillante dans sa partie moyenne : l'épicondyle médial du fémur sur lequel s'insèrent le chef médial du muscle gastrocnémien et le ligament collatéral tibial. Au-dessus à la jonction avec la ligne supracondylienne médiale, se trouve le tubercule adducteur donnant insertion au muscle grand adducteur.
Le condyle médial est plus étroit et descend plus bas que le condyle latéral.